# Batallón de Ingenieros de Montaña 8
El Batallón de Ingenieros de Montaña 8 "Barreteros de Cuyo" (B Ing M 8) es una unidad táctica de ingenieros del Ejército Argentino con asiento de paz en Campo de los Andes y con dependencia orgánica de la VIII Brigada de Montaña.

## Historia
Fue creado el 25 de agosto de 1981 bajo la denominación Batallón de Ingenieros de Construcciones 161, con dependencia orgánica del IV Cuerpo de Ejército, con asiento en Santa Rosa (La Pampa).
En 1985 fue disuelta la Compañía de Ingenieros de Montaña 8, cuyas fuerzas reforzaron al Batallón de Ingenieros de Construcciones 161, que modificó su denominación por Batallón de Ingenieros 161.
En 1992 fue modificada nuevamente su denominación por Batallón de Ingenieros de Montaña 8, con dependencia orgánica de la VIII Brigada de Montaña. Se le impuso el nombre histórico "Barreteros de Cuyo" en homenaje a los trabajadores de Mendoza y San Juan que contribuyeron como arma de ingenieros del Ejército de los Andes.